# Repérage des constellations/22

## Culminations
- Céphée
- Cygne
- Petit Renard
- Dauphin
- Petit Cheval
- Capricorne
- Microscope
- Indien
- Octant

## Repérages
- Le Triangle d'été est au-dessus des têtes pour les observateurs de l'hémisphère Nord, et il commence à décliner côté Ouest. Véga de la Lyre est l'étoile la plus brillante du ciel. À partir de Vega, on peut repérer facilement au zénith deux étoiles brillantes, Deneb du Cygne et Altair de l'Aigle.

- La Grande Ourse n'est visible qu'au raz de l'horizon, pour les observateurs situés au-dessus de 45°N. α Ursae Minoris, l'étoile polaire, se repère plus facilement par la constellation de Cassiopée dont la forme en "W" est très facilement reconnaissable côté Est.

- Le Grand carré de Pégase est en train de culminer, et avec lui toutes les constellations de la légende d'Andromède. Partant de sa diagonale, on peut repérer au zénith et vers le Sud les faibles constellations du Verseau et du Capricorne, et cet alignement se prolonge jusqu'au Sagittaire et au Scorpion, peut-être encore visible pour les observateurs des latitudes Sud. Dans l'autre sens, on voit la diagonale d'Andromède, vers Algol, de la constellation de Persée. L'alignement se prolonge vers Capella du Cocher, visibles aux latitudes suffisamment septentrionales.

- Fomalhaut, du Poisson austral, est en train de culminer dans l'horizon Sud. L'alignement Sagittaire - Fomalhaut - Baleine s'achève sur le Taureau qui s'apprête à se lever.

- Pour les observateurs situés dans l'hémisphère Sud, le Paon a dépassé sa culmination. La Grue est sur le méridien, et l'alignement entre Altaïr, le Capricorne et la Grue permet peut-être de repérer Achernar se levant au Sur-Est, fin de la rivière Éridan.